# Sören Anders

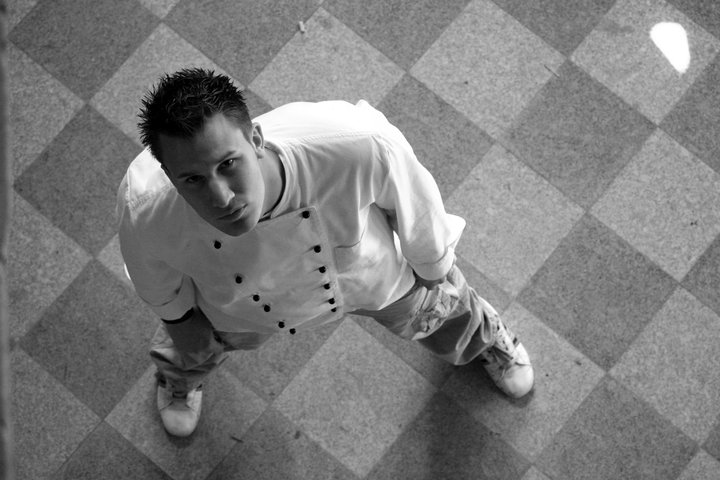
Sören Anders, 2010

Sören Anders (* 8. Dezember 1985 in Haiger) ist ein deutscher Koch.

## Berufliche Entwicklung
Anders wuchs im Haigerer Ortsteil Fellerdilln auf und machte seine Lehre im Westerwald. Danach erweiterte er sein Wissen in Baiersbronn bei Jörg Sackmann, in Osnabrück bei Thomas Bühner und in Wittlich bei Helmut Thieltges. Im Februar 2010 wechselte er in die Oberländer Weinstube in Karlsruhe, wo er bis Mai 2012 tätig war.
Im November 2010 wurde die Oberländer Weinstube unter Anders’ Leitung mit einem Stern im Guide Michelin, mit 15 Punkten im Guide Gault Millau und mit drei Schlemmer-Atlas-Kochlöffeln ausgezeichnet. Mit 24 Jahren war er zu diesem Zeitpunkt der jüngste Küchenchef eines Sternerestaurants in Deutschland. Im Mai 2012 verließ Anders die Oberländer Weinstube und wurde im Juli 2012 Küchenchef des Restaurants Klenerts auf dem Turmberg im Karlsruher Stadtteil Durlach. Am 15. August 2012 eröffnete er im Restaurant Klenerts den Gourmetbereich Anders Superior mit 14 bis 24 Plätzen. Seit dem 1. Januar 2013 heißt das ehemalige Klenerts (das Ehepaar hat sich zurückgezogen) Anders auf dem Turmberg mit dem vorgenannten Sternebereich und Turmberg Brasserie, dem Regionalbereich. Das Gourmetrestaurant wurde 2012 erneut mit einem Stern im Guide Michelin ausgezeichnet. Sören Anders wurde im Mai 2013 zu einem der 12 größten Nachwuchstalente im deutschsprachigen Raum gewählt und nahm daher im September 2013 an der CHEFS Next Generation in Köln teil. Im Frühjahr 2015 entschloss sich Anders, das komplette Gastrokonzept zu verändern und den Fine Dining-Bereich zu schließen. Fortan ohne Stern betreibt er neben dem Restaurant ganzjährig eine große Außengastronomie im Bistrostil mit Getränkewagen und Food Truck. Catering gehört fest zum Repertoire. Neben unterschiedlichsten Open-Air-Events hat sich der "Winterzauber", eine Art Weihnachtsmarkt auf den Terrassen des Restaurants, fest etabliert. Zur erfolgreichen Außenanlage gehören auch Bau- und Schäferwägen sowie eine Turmberg Lounge, die in der kalten Jahreszeit mit speziellen Angeboten gebucht werden können.
Sören Anders hat als Koch und Entertainer vielfältige Engagements. Er war Teilnehmer der Küchenschlacht. 2013 – 2019 war er Koch von „Crazy Palace – Die Dinner Show mal anders“. Von 2012 bis zur Einstellung von der SWR-Produktion ARD-Buffet Ende 2024 war dort regelmäßiger Fernsehkoch. Zudem kocht er auch regelmäßig in der Sendung Kaffee oder Tee, zudem hat er eine eigene Kochsendung im SWR „Leibspeise mal Anders“.
Sören Anders hat zwei Kochbücher veröffentlicht.